# A Bright Shining Lie
 A Bright Shining Lie: John Paul Vann and America in Vietnam (en español: Una mentira brillante y luminosa: John Paul Vann y América en Vietnam) es un libro de Neil Sheehan, un exreportero de The New York Times, sobre el teniente coronel del ejército de los Estados Unidos John Paul Vann (muerto en combate) y la participación de Estados Unidos en la guerra de Vietnam, publicado en 1988. 
Sheehan recibió el Premio Nacional de Libro en la categoría de no ficción en 1988 y el Premio Pulitzer en la categoría de no ficción general en 1989 por este libro. Fue adaptado como película bajo el mismo título en 1998 por HBO, protagonizada por Bill Paxton y Amy Madigan. 

## Resumen
John Paul Vann se convirtió en asesor del régimen de Saigón a principios de la década de 1960. Fue un crítico ferviente de cómo libró la guerra el régimen de Vietnam del Sur, al que veía como corrupto e incompetente, y cada vez más crítico con la actuación militar de los Estados Unidos. Fue crítico con el mando estadounidense, especialmente con William Westmoreland y su incapacidad para adaptarse al hecho de que se enfrentaba a un movimiento guerrillero popular mientras respaldaba a un régimen corrupto. Argumentó que muchas de las tácticas empleadas (por ejemplo, el Programa Estratégico de Reubicación de Aldeas) alienaban aún más a la población y eran contraproducentes para los objetivos estadounidenses. A menudo no pudo influir en el mando militar, pero utilizó el cuerpo de prensa de Saigón, incluidos el propio Sheehan, David Halberstam y Malcolm Browne, para difundir sus puntos de vista. 
El volumen comienza con un prólogo que relata el funeral de Vann el 16 de junio de 1972, tras su muerte en un accidente de helicóptero en Vietnam. El autor, Sheehan, amigo personal de Vann, estuvo presente en el funeral. El relato posterior se divide en siete «libros» que detallan la carrera de Vann en Vietnam y la participación de Estados Unidos en el conflicto. 
- El libro I habla sobre la asignación de destino de Vann a Vietnam en 1962.
- El libro II, «Los antecedentes de una confrontación», narra el origen de la guerra de Vietnam.
- El libro III ofrece un relato detallado de la caótica batalla de Ap Bac del 2 de enero de 1963, en la que el ejército de Vietnam del Sur sufrió una humillante derrota a manos del Vietcong.
- El libro IV detalla las críticas de Vann sobre la forma en que se libraba la guerra, su conflicto con el mando militar estadounidense y su traslado de regreso a Estados Unidos.
- El libro V se remonta al pasado para ofrecer una visión sobre la historia personal de Vann antes de su participación en la guerra, y explica cómo su trayectoria profesional para llegar a ser oficial general probablemente se truncó permanentemente al ser acusado de violación estatutaria en un caso que involucra a la hija de un capellán del ejército.
- Los libros VI y VII dan cuenta del regreso de Vann a Vietnam en 1965 y su intento fallido de implementar una fórmula ganadora de la guerra para el ejército de los Estados Unidos, así como de su compromiso final con el sistema militar que una vez criticó.

Sheehan describe a Vann como el civil que estuvo a cargo de más tropas estadounidenses en combate directo en la historia de los Estados Unidos (Vann, para entonces retirado del ejército, técnicamente era un civil). 

## Recepción e influencia
Según The New York Times Book Review, «Si hay un libro que captura la guerra de Vietnam en la escala homérica de su pasión y locura, este es ese libro. Neil Sheehan orquesta una gran fuga que evoca todos los elementos de la guerra». The New York Review of Books lo calificó como «Una narración inolvidable, una crónica lo suficientemente grandiosa como para adaptarse al choque y al estrépito de ejércitos enteros. A Bright Shining Lie es un gran trabajo; sus recompensas son estéticas y [...] casi espirituales».
Recibió el Premio al Libro del Centro Robert F. Kennedy para la Justicia y los Derechos Humanos en 1989, que se otorga anualmente a un libro que «refleja de manera más fiel y contundente los propósitos de Robert Kennedy —su preocupación por los pobres y los indefensos, su lucha por una justicia honesta e imparcial, su convicción de que una sociedad decente debe garantizar a todos los jóvenes una oportunidad justa, y su fe en que una democracia libre puede actuar para remediar las disparidades de poder y oportunidades».
En septiembre de 1988, Sheehan fue entrevistado por Brian Lamb sobre A Bright Shining Lie. La discusión se transmitió en C-SPAN en cinco segmentos de 30 minutos y fue la base para el programa posterior de C-SPAN Booknotes.